# Circaea mentiens
Circaea × mentiens är en hybrid mellan häxörtsarterna Circaea erubescens och dvärghäxört C. alpina. Den beskrevs av David Edward Boufford 1982.